# Manjoya
Manjoya (La Manxoya en asturiano y oficialmente) es una parroquia del municipio de Oviedo, Asturias (España). En sus 6,17 km² habitan un total de 1.138 habitantes e incluye a las siguientes entidades de población: Los Barreros, Cabornio, Campiello, El Caserón, Los Corzos, Fuente del Forno, La Granda, Llamaoscura, El Medio, Los Prietos, La Rodada y San Torcuato. Limita al norte con la parroquia de Oviedo, al este con San Esteban de las Cruces, al sur con el concejo de Ribera de Arriba y al oeste con la parroquia de Latores.

## Historia
En el pasado fue una behetría sobre la cual tenía jurisdicción el juez de la catedral de Oviedo.
Por esta parroquia bajaban los peregrinos por San Lázaro hasta Oviedo. En este sentido, algunos autores relacionan el topónimo Manjoya con las peregrinaciones: los romeros, al ver San Salvador de Oviedo, gritarían mon joie!, manifestación de júbilo francesa (relación similar al Monxoy o Monte del Gozo de Santiago). El término Manjoya aparece en las fuentes diplomáticas en el siglo XIV, si bien podríamos remontar su origen un siglo más.
Según ficha del Inventario del Patrimonio Arquitectónico de Asturias (IPAA) del Gobierno del Principado de Asturias “La iglesia actual, es fruto de una reconstrucción realizada en época barroca, probablemente en el solar de la primitiva iglesia citada en el siglo XIV, con alguna reforma posterior como el muro y pilares de soporte del cabildo, realizados en el siglo XX. Consta de nave única con planta en forma de cruz griega y dos edificaciones anexas, una a cada lado de los brazos, en la cabecera. El testero es recto y no se diferencia en altura del alzado de la nave. El imafronte, parcialmente cubierto por el cabildo, deja ver en la parte superior del muro un óculo situado en el eje, una imposta en la parte superior, bajo las aletas curvas decoradas con jarrones en las esquinas y una espadaña de triple vano escalonado en la parte superior. La fábrica está realizada en mampostería enlucida y pintada, dejando a la vista los sillares bien trabajados en las cadenas de esquina, cornisa, impostas, recercos de vanos y espadaña. La cubierta de la nave es a dos aguas y tres en los brazos del crucero, ocupados por capillas laterales. La iluminación de la nave se hace por medio de ventanas del tipo buzón. Los anexos de los brazos también están realizados con el mismo tipo de materiales que el resto de la iglesia.” La iglesia, encuadrada en el Barroco popular, sufrió daños durante la Guerra Civil añadiéndose, posteriormente, parte de la estructura actual, la señalada en el texto anterior. La piedra, de característico color rojizo, probablemente procediera de las cercanas canteras de Laspra, en Oviedo. En su interior, en una de las capillas laterales, hay una imagen de Santiago Matamoros. En el exterior se instaló en el año 2010 una imagen de Santiago en granito realizada por un cantero gallego. La imagen fue costeada por los vecinos.
Próxima a la iglesia de Santiago, existía antiguamente la Venta del Gallo para el servicio de los que transitaban por el Camino Real a Castilla que desde Oviedo continuaba por La Manjoya, Olloniego, Ujo, Lena y Pajares hasta la provincia leonesa.
También era lugar de paso para los que transitaban por el Camino Real de Quirós. En este camino, se encuentra San Torcuato que contaba con una ermita de la que hoy no queda resto alguno pero sí existen referencias documentales. Hubo además, en Campiello, un pozo donde se conservaba la nieve traída por los arrieros, desde la sierra del Aramo, para abastecer la ciudad y que dio lugar al topónimo La Nevera que, aún en la actualidad, se mantiene. El comercio de la nieve, hasta principios del siglo XX, era una importante actividad dadas las utilidades del frío, por ejemplo, en los hospitales.
En las proximidades de Llamaoscura se instaló una Fábrica de Explosivos en 1870 que hoy día ya no queda ninguna instalación en servicio.

## Demografía
| Gráfica de evolución demográfica de Manjoya entre 2000 y 2014 |
|                                                               |

## Deporte
El barrio tiene un equipo de fútbol 11, que juega en el Complejo Deportivo de La Pixarra, y que se denomina, C. D. La Manjoya, antiguamente el equipo se llamaba C. D. Los Barreros.